# 氢氧化金
氢氧化金(III)通常指含 Au3+ 的溶液（如三氯化金溶液）与碱（如氢氧化钠）反应生成的黄棕色沉淀，其化学式为 Au2O3.xH2O。它也可以由碳酸盐溶液与浓 [AuCl4]− 溶液反应得到。
在五氧化二磷干燥下，氢氧化金(III)生成AuO(OH)。140°C失去水得到 Au2O3。它是两性氢氧化物，可溶于大多数酸，也可溶于过量强碱溶液形成 [Au(OH)4]− 离子。易还原成金属金，被用于镀金、陶瓷着色等。
氢氧化金可以由氯金酸和如氢氧化钠的碱反应而成：
HAuCl4 + 4NaOH → Au(OH)3 + 4NaCl + H2O
氢氧化金和氨反应生成爆炸性的雷金。